# Skärsjön (Asarums socken, Blekinge)
Skärsjön är en sjö i Karlshamns kommun i Blekinge och ingår i Mieåns huvudavrinningsområde. Sjön är 18,3 meter djup, har en yta på 0,0856 kvadratkilometer och befinner sig 53,2 meter över havet. Vid provfiske har abborre, gädda och mört fångats i sjön.

## Delavrinningsområde
Skärsjön ingår i det delavrinningsområde (623717-143933) som SMHI kallar för Mynnar i Mieån. Medelhöjden är 68 meter över havet och ytan är 1,83 kvadratkilometer. Det finns inga avrinningsområden uppströms utan avrinningsområdet är högsta punkten. Vattendraget som avvattnar avrinningsområdet har biflödesordning 2, vilket innebär att vattnet flödar genom totalt 2 vattendrag innan det når havet efter 14 kilometer. Avrinningsområdet består mestadels av skog (85 %). Avrinningsområdet har 0,22 kvadratkilometer vattenytor vilket ger det en sjöprocent på 11,9 %.